# Hmelovîk, Barîșivka
Hmelovîk (în ucraineană Хмельовик) este un sat în comuna Iabluneve din raionul Barîșivka, regiunea Kiev, Ucraina.

## Demografie
Componența lingvistică a localității Hmelovîk
     Ucraineană (96,67%)
     Rusă (3,33%)
Conform recensământului din 2001, majoritatea populației localității Hmelovîk era vorbitoare de ucraineană (96,67%), existând în minoritate și vorbitori de rusă (3,33%).